# Inga spiralis
Inga spiralis é uma espécie vegetal da família Fabaceae.
Apenas pode ser encontrada no Panamá.